# Юул Еллерман
Юул Еллерман (нід. Juul Ellerman, нар. 7 липня 1965, Дордрехт) — нідерландський футболіст, що грав на позиції нападника.
Виступав, зокрема, за клуб ПСВ, у складі якої — триразовий чемпіон Нідерландів, дворазовий володар Кубка Нідерландів, володар Суперкубка Нідерландів. 
Грав за національну збірну Нідерландів.

## Клубна кар'єра
У дорослому футболі дебютував 1985 року виступами за команду клубу «Спарта», в якій провів три сезони, взявши участь у 70 матчах чемпіонату. 
Своєю грою за цю команду привернув увагу представників тренерського штабу клубу ПСВ, до складу якого приєднався 1988 року. Відіграв за команду з Ейндговена наступні шість сезонів своєї ігрової кар'єри. Більшість часу, проведеного у складі ПСВ, був основним гравцем атакувальної ланки команди. У складі ПСВ був одним з головних бомбардирів команди, маючи середню результативність на рівні 0,42 голу за гру першості. За цей час тричі виборював титул чемпіона Нідерландів, ставав володарем Кубка Нідерландів (двічі), володарем Суперкубка Нідерландів. 16 вересня 1992 року увійшов до історії як автор першого хет-трику в Лізі чемпіонів УЄФА, забивши три голи у грі проти «Жальгіріса», виграній ПСВ з рахунком 6:0.
Згодом з 1994 по 1999 рік грав у складі команд клубів «Твенте» та «Неймеген».
Завершив професійну ігрову кар'єру у клубі «Гелмонд Спорт», за команду якого виступав протягом 1999—2002 років.

## Виступи за збірну
1989 року дебютував в офіційних матчах у складі національної збірної Нідерландів. Протягом кар'єри у національній команді, яка тривала 3 роки, провів у формі головної команди країни 5 матчів.

## Титули і досягнення
- Чемпіон Нідерландів (3):

ПСВ: 1988-1989, 1990-1991, 1991-1992
- Володар Кубка Нідерландів (2):

ПСВ: 1988-1989, 1989-1990
- Володар Суперкубка Нідерландів (1):

ПСВ: 1992